# Adam Vojtěch

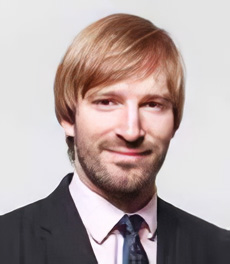
Adam Vojtěch (2020)

Adam Vojtěch (* 2. Oktober 1986 in Budweis) ist ein tschechischer Politiker, Jurist und Musiker. Er war vom 13. Dezember 2017 bis 21. September 2020 sowie vom 26. Mai 2021 bis zum 17. Dezember 2021 Gesundheitsminister Tschechiens und ist seit Februar 2022 tschechischer Botschafter in Finnland.

## Leben
2005 nahm Vojtěch an der Fernsehshow Česko hledá SuperStar teil. Von 2006 bis 2013 absolvierte er Studiengänge an der sozialwissenschaftlichen und der juristischen Fakultät der Karls-Universität in Prag. Von 2009 bis 2010 studierte er am University College Dublin.
Ab 2013 arbeitete Vojtěch als Jurist für Mafra, die damalige Mediensparte von Andrej Babišs Holding Agrofert. Nachdem Babiš 2014 Finanzminister in der Regierung Sobotka wurde, war Vojtěch als dessen Privatsekretär tätig.
Bei den Abgeordnetenhauswahlen 2017 wurde Vojtěch für die Partei ANO ins Abgeordnetenhaus gewählt. Am 13. Dezember 2017 wurde er als Gesundheitsminister in der Regierung Andrej Babiš angelobt. Dieses Amt behielt er im zweiten Kabinett Babiš, das am 27. Juni 2018 vereidigt wurde. In Vojtěchs Amtszeit als Gesundheitsminister fiel der Beginn der COVID-19-Pandemie in Tschechien. Als das Gesundheitsministerium im August 2020 präventiv wieder Maskenpflichten einführen wollte, bremste Ministerpräsident Babiš. Am 21. September 2020 erklärte Vojtěch nach anhaltender Kritik am Umgang mit der COVID-19-Pandemie seinen Rücktritt als Gesundheitsminister. Oppositionspolitiker äußerten, Vojtěch sei ein Bauernopfer für Babiš vor den Anfang Oktober 2020 anstehenden Senats- und Regionalwahlen. Sein Nachfolger als Gesundheitsminister wurde der Epidemiologe Roman Prymula.
Nach dem Rücktritt Petr Arenbergers im Mai 2021 wurde Vojtěch ein weiteres Mal zum Gesundheitsminister ernannt. Sein Nachfolger in der Regierung Petr Fiala wurde Vlastimil Válek.
Am 14. Februar 2022 wurde er Botschafter der Tschechischen Republik in Finnland.